# Gurguèn d'Artanudji
Gurguèn d'Artanudji (mort l'any 923) fou un príncep georgià d'Artanudji del segle x, membre de la família dels Bagràtides.
Gurguèn Bagration era el fill petit del príncep Bagrat I d'Artanoudji. En el seu De administrando imperio, Constantí VII Porfirogènit escriu que a la mort de Bagrat, el 909, els seus fils Adarnases, Asoci i Gurguèn (el quart fill David va morir bastant jove) es van repartir els dominis. Tanmateix, el príncep Vakhoucht Bagration, al segle xviii, escriu que David I d'Artanudji, l'oncle de Gurguèn, va succeir a Bagrat.
Hi ha molt poques fonts que el mencionen però es contradiuen totes. Així, una diu que va morir sense fills i que el seu germà gran Adarnases va heretar els seus drets en els dominis. Una altra encara diu que va morir el 923, però assegura que va deixar un fill. Aquesta mateixa font diu que la seva vídua es va casar llavors amb un noble local d'origen armeni de nom Adranutzium que es va fer càrrec de la protecció del fill, anomenat també Gurguèn i mort l'any 968.

## Font
- Toumanoff, Cyrille. Les dynasties de la Caucasie chrétienne de l'Antiquité jusqu'au XIXe siècle: Tables généalogiques et chronologiques, 1990, p. 132.